# Paccha
Paccha è una parrocchia urbana dell'Ecuador, capoluogo del cantone di Atahualpa, nella provincia di El Oro.